# Váfio
Váfio ou Vafeio (em grego: Βάφειο; romaniz.: Vápheio) é um antigo sítio da Lacônia, Grécia, situado na margem direita do rio Eurotas, cerca de 8 km ao sul de Esparta. É famoso por seu tolo, escavado em 1889 por Christos Tsountas. Ele consiste em um acesso murado, de cerca de 29 m, que conduz a uma câmara abobadada de cerca de 10 m em diâmetro, no chão do qual a tumba foi cortada. A tumba, que provavelmente pertenceu ao território de Amicleia ao invés de Faris, como é comumente afirmado, está agora quase inteiramente destruído.
Os objetos encontrados no sítio e transferidos para o Museu Arqueológico Nacional de Atenas incluem um grande número de de gemas e  esferas de ametista, bem como artigos em ouro, prata, bronze, ferro, cobre, âmbar e cristal. Muitos dos selos e anéis encontrados no tolo tem grande afinidade em estilo e assunto com a contemporânea arte glíptica cretense que J. T. Hooker encontrou, embora é impossível determinar se foram ou não feitos localmente ou importadas de Creta.

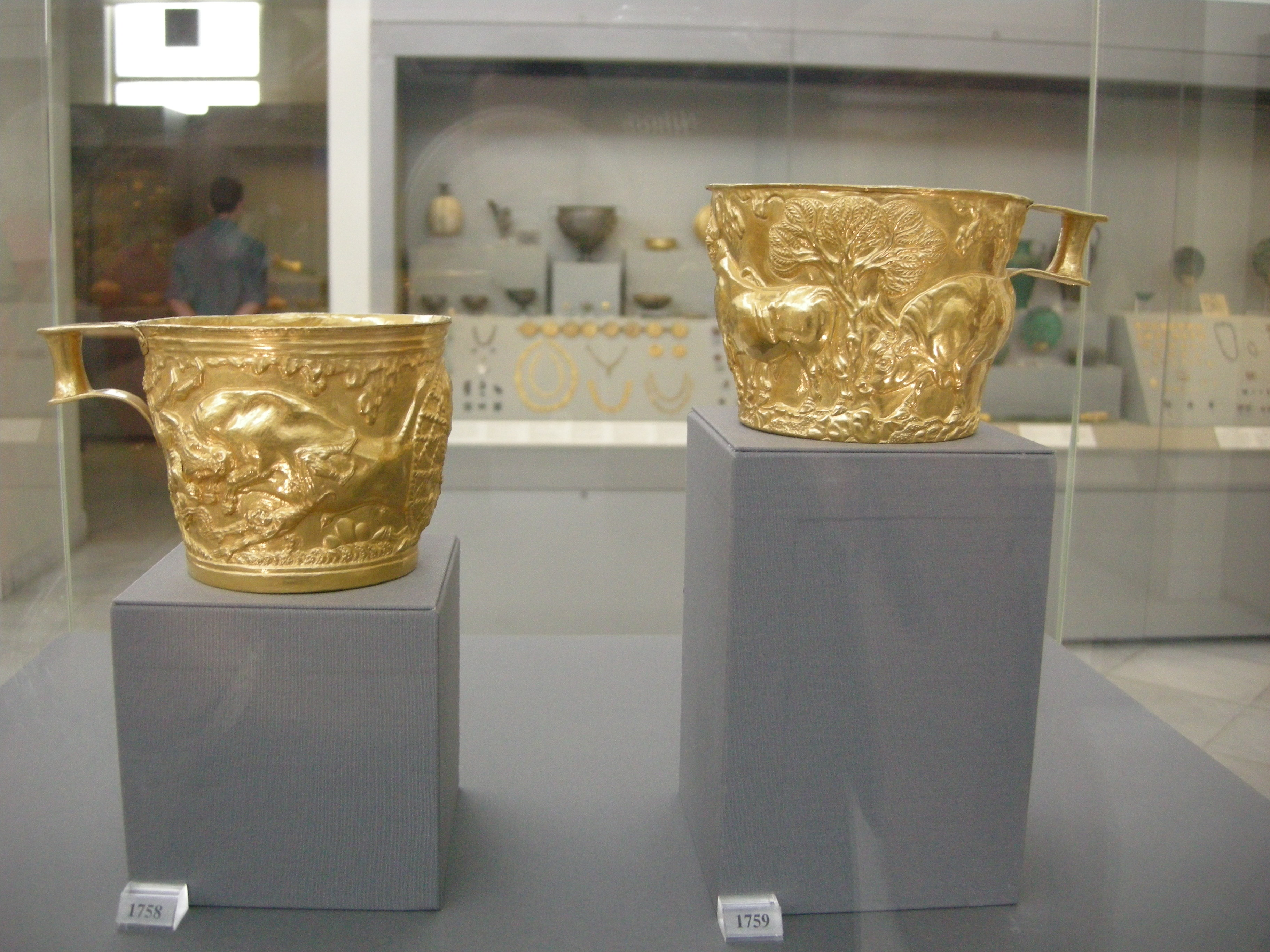
Taças de Váfio

De longe os melhores bens tumulares são um par de taças douradas decoradas com cenas em relevo, retratando a rede de touros selvagens em um e sua domesticação (talvez para a taurocatapsia praticada em Creta) no outro. Estas formas são talvez os mais perfeitos trabalhos da arte minoico-micênica que sobreviveram. Sir Kenneth Clark observou que mesmo em tais obras "os homens são insignificantes comparado aos estupendos touros". Parece provável que estas taças de Váfio não representam uma arte local, mas foram importadas de Creta, que no começo do período estava muito à frente da Grécia continental em desenvolvimento artístico.
Como suporte adicional para a conexão com Creta, C. Michael Hogan nota que a pintura de um touro atacando é evocada de uma imagem situada no palácio de Cnossos, em Creta. Contudo, Ellen Davis fortemente sugeriu que ao menos uma das taças foi produzida no continente. Davis ilustra que as diferenças composicionais e estilísticas entre as taças demonstram que um parece ser minoica e a outra, micênica.